# Le Gué-de-la-Chaîne
Le Gué-de-la-Chaîne település Franciaországban, Orne megyében. Lakosainak száma 741 fő (2018. január 1.). Le Gué-de-la-Chaîne Bellavilliers, Vaunoise, Eperrais, Igé, Origny-le-Butin, La Perrière és Saint-Martin-du-Vieux-Bellême községekkel határos.

## Népesség
A település népességének változása:
| Lakosok száma | 751  | 757  | 1717 | 763  | 741  |
|               | 2013 | 2015 | 2016 | 2017 | 2018 |